# The Seventh Life Path
The Seventh Life Path é o sétimo álbum de estúdio da banda norueguesa de Metal Gótico Sirenia . Foi lançado em 8 de maio na Europa, 11 de maio no Reino Unido e 12 de maio de 2015 na América do Norte através da Napalm Records . Este foi o primeiro disco lançado pela gravadora austríaca desde An Elixir for Existence .   É seu último álbum com a vocalista espanhola de longa data Ailyn .

### Arte de capa
Sirenia contatou o renomado artista Gyula Havancsák da Hjules Illustration and Design para ilustrar a capa de seu mais novo álbum.
| “ | "Recebi algumas instruções da banda para fazer essa capa. Eles queriam o personagem da morte atrás de uma mulher vestida de branco. Meu primeiro pensamento foi: como posso mostrar uma linda garota sem rosto? Como posso evitar mostrar o rosto de uma garota? Bem, desenhei um capuz branco em seu rosto, com uma parte de crochê na frente de seus olhos. Esta parte parece um grande olho que observa o destino dos humanos. Ela puxa um fio de vida, mas esta alma está perdida. Podemos ver essa linha (pode ser prateada, por exemplo) mudar para um nojento marrom lamacento entre seus dedos... e esse fio corre para uma ampulheta..., cai na areia." | ” |

Em relação aos outros símbolos na arte da capa, Gyula menciona que a banda:
| “ | "...queria ver algumas raízes e galhos de árvores na capa e a foice que parece o número 7 e uma montanha com um caminho ao fundo. A montanha simboliza a vida, o topo da montanha é o fim da vida. O ponto mais alto onde você pode olhar para trás toda a sua vida. Este é o significado do caminho flexoso... O número 7 aparece como 7 corvos, 7 cobras, 7 rosas na coroa seca..." | ” |

### Lista de músicas
Todas as letras escritas por Morten Veland. 
| N.º            | Título                 | Duração |  |
| 1.             | "Seti"                 | 2:05    |  |
| 2.             | "Serpent"              | 6:31    |  |
| 3.             | "Once My Light"        | 7:21    |  |
| 4.             | "Elixir"               | 5:45    |  |
| 5.             | "Sons of the North"    | 8:16    |  |
| 6.             | "Earendel"             | 6:14    |  |
| 7.             | "Concealed Disdain"    | 6:11    |  |
| 8.             | "Insania"              | 6:39    |  |
| 9.             | "Contemptuous Quietus" | 6:29    |  |
| 10.            | "The Silver Eye"       | 7:29    |  |
| 11.            | "Tragedienne"          | 4:54    |  |
| Duração total: | Duração total:         | 67:54   |  |

| Faixa bônus de edição limitada |                |                                     |         |  |
| N.º                            | Título         | Notas                               | Duração |  |
| 12.                            | "Trágica"      | Versão em espanhol de "Tragedienne" | 4:55    |  |
| Duração total:                 | Duração total: | Duração total:                      | 72:49   |  |

### Sirenia
- Morten Veland – vocais, todos os outros instrumentos
- Ailyn - vocais

### Músicos de sessão
- Joakim Næss – vocais masculinos limpos em "Elixir"
- Damien Surian, Mathieu Landry, Emmanuelle Zoldan e Emilie Bernou – The Sirenian Choir